# Stadtberg (Neusalza-Spremberg)
Der Stadtberg ist – wie der Name schon besagt – der Stadtberg von Neusalza-Spremberg im Landkreis Görlitz in Sachsen. Mit einer Höhe von 367,5 m ü. NN gehört der Berg zu den kleineren Erhebungen der sächsischen Kleinstadt.

## Lage und Name
Der Stadtberg liegt außerhalb des Ortskerns von Neusalza-Spremberg an der Rumburger Straße, die in den Ortsteil Neuspremberg führt, in unmittelbarer Nähe der Bahnstrecke Zittau-Dresden. Im 19. Jahrhundert wurde der Berg durch eine dort vorhandene Windmühle auch „Windmühlenberg“ oder auch Höllberg (Karte von 1821 bis 1822) genannt, und in den ersten Jahrzehnten seit Bestehen der jungen Stadt Neu-Salza (1670) hieß er „Galgenberg“, da sich dort die städtische Richtstätte (Galgen) befand.

## Geologie und Geographie
Der mit einer Lösslehmdecke überzogene leicht bewaldete Berg aus Granit bricht an seiner Nordseite steilartig ab, während seine anderen Seiten als Ackerflächen allmählich im Gelände auslaufen. In westliche Richtung deckt sich seine Kammlage mit der des fast gleich hohen „Lindenberges“ (370,5 m ü. NN).   Das Profil des Nordhanges lässt vermuten, dass hier einst Kies abgebaut wurde. Unterhalb der Nordostseite des Berges an der Rumburger Straße befinden sich zwei Wohnhäuser, auf seiner Hochfläche ebenfalls zwei Gebäude.

## Geschichte

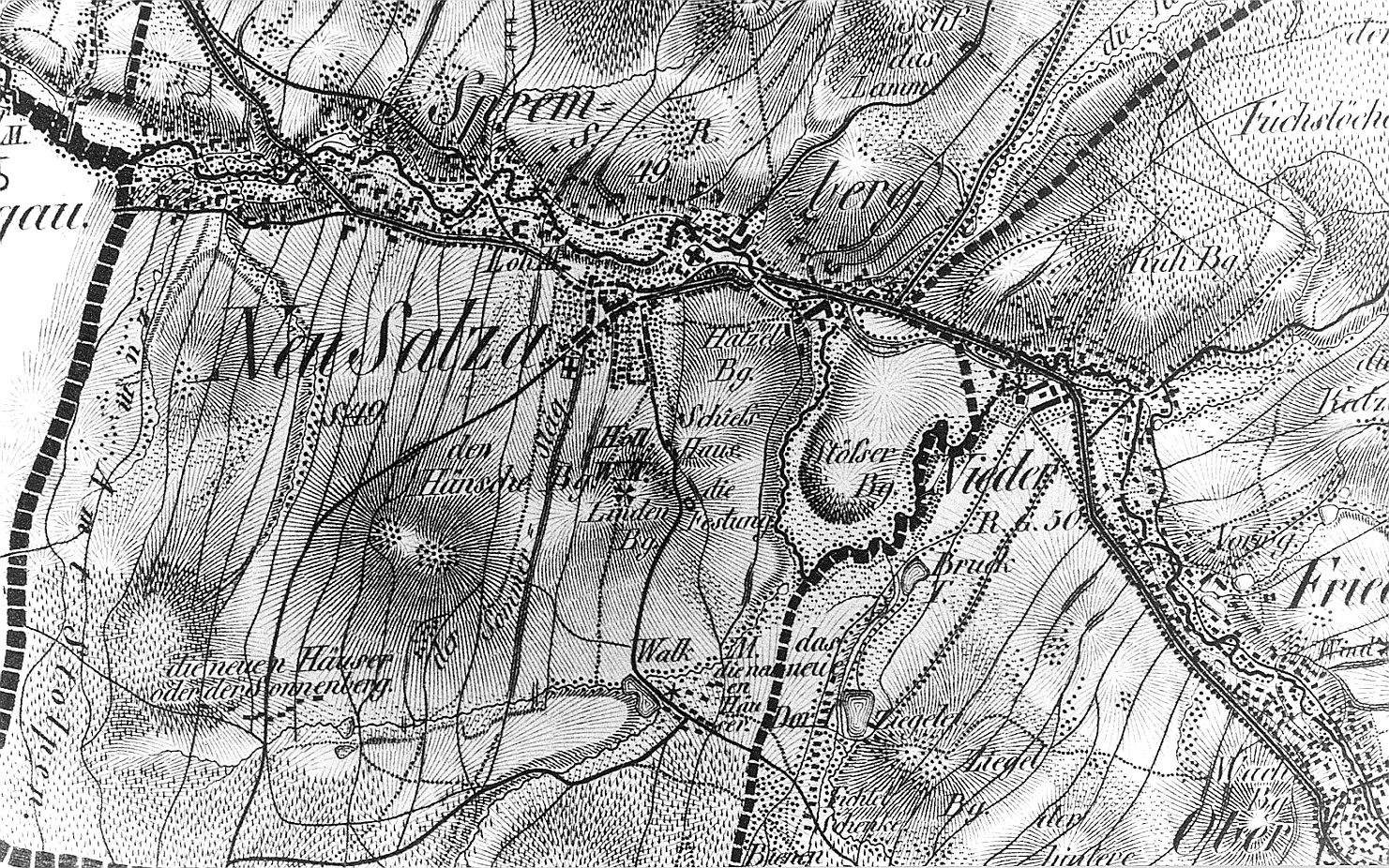
Karte mit der Windmühle auf dem Höllberg von 1821–22

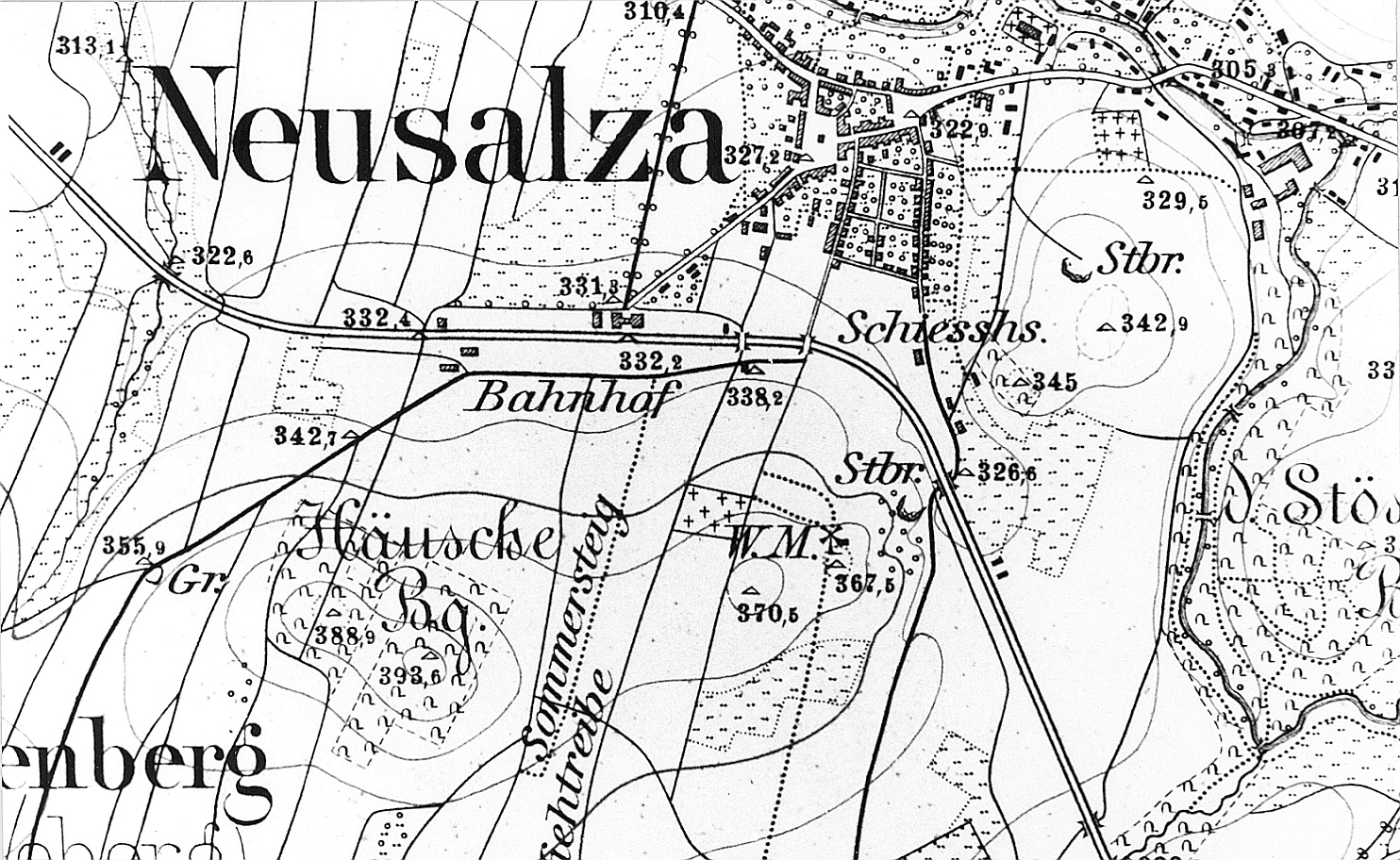
Karte mit dem Stadtberg von 1883

Nach Gründung der Exulantenstadt Neu-Salza 1670, wurde der heutige Stadtberg wegen seiner exponierten Lage abseits der Stadt in Richtung böhmische Grenze zur Richtstätte erhoben. Sichtbar stand auf dem Berg der Galgen. In der Lokalgeschichte der kleinen Stadt sind in den Jahren von 1670 bis 1706 drei Scharfrichter namentlich und vier Hinrichtungen nachweisbar, die von ihnen in Neusalza und Lawalde vollstreckt wurden. Zwei Hinrichtungen erfolgten im kursächsischen Städtchen mit dem Schwert 1697 auf dem Obermarkt und mit dem Strang 1700 auf dem Galgenberg, die beiden anderen im Dorf Lawalde ebenfalls durch Erhängen. Bei den Hingerichteten handelte es sich um einen Mörder und falschen Scharfrichtergesellen und zum anderen um Diebe, die Lawalde und Löbau heimsuchten. 
Später verfiel der Galgen, aber der makabere Name des Berges blieb lange Zeit im Gedächtnis der Einheimischen haften. 
Im 19. Jahrhundert zierte eine Holländerwindmühle mit Bäckerei den Stadtberg. Die Mühle brannte 1888 ab. Ein nach dem Ersten Weltkrieg erbautes größeres villenartiges Gebäude auf der Bergkuppe – heute Wohnhaus – war während der Zeit des Nationalsozialismus in Deutschland ein „Maidenheim“. Zu DDR-Zeiten gehörte das Gebäude bis in die 1960er Jahre als sogenanntes „Grenzerhaus“ einer Einheit der Deutschen Grenzpolizei (DGP), später Grenztruppen der DDR, die zunächst in der Turnerstraße von Neusalza-Spremberg stationiert war. Vom Stadtberg aus war der Neusalza-Spremberger Grenzabschnitt, genannt „Grenzwald“, zur damaligen ČSR, heute Tschechien, optimal zu kontrollieren.